# Denis Lortie
Pour les articles homonymes, voir Lortie.
Denis Lortie (né en 1959), dit caporal Lortie, est un tueur canadien, auteur de la tuerie du 8 mai 1984 à l'hôtel du Parlement du Québec.

## Tuerie du 8 mai 1984
À Québec, le 8 mai 1984, il s'introduit armé et en uniforme militaire dans l'hôtel du Parlement du Québec, dans le but avoué d'assassiner René Lévesque et ses députés du Parti québécois, tuant sur son passage trois personnes et en blessant treize autres, avant de se laisser capturer le jour même sans avoir pu réaliser son dessein, n'ayant atteint aucun député.

## Évaluation psychiatrique
Selon le psychiatre Pierre Mailloux, un des experts au dossier, devant la Cour, Denis Lortie souffrait alors de schizophrénie paranoïde. Il aurait donc organisé son crime à la suite d'un délire psychotique. Lortie croyait agir selon la volonté de Dieu et il disait suivre une lumière,.

## Condamnation
Le 11 mai 1987, après l'invalidation du procès et la tenue d'un autre, il est reconnu coupable de meurtres au deuxième degré et condamné à la prison à perpétuité, soit à un minimum de dix ans, depuis son arrestation, avant une possible libération conditionnelle.

## Libération
Denis Lortie est libéré sous conditions en 1995, puis sans aucune condition à compter du 24 mai 2007. Il vivrait à Cantley où il serait propriétaire d'une épicerie de quartier.